# Abdoulaye Seye Moreau
Pour les articles homonymes, voir Seye et Moreau.
Ne pas confondre avec le sprinter Abdoulaye Seye.
Abdoulaye Seye Moreau  est une personnalité du monde sportif sénégalais et du basket-ball né le 12 novembre 1929 à Louga (Sénégal, A.-O. F.) et mort à Dakar (Sénégal) le 27 juin 2020.

## Biographie
Abdoulaye Seye Moreau est joueur de première division au Sénégal de 1955 à 1965, puis arbitre international de 1969 à 1975, officiant notamment pour le Championnat du monde de basket-ball féminin 1975 à Cali.
Il préside la Fédération sénégalaise de basket-ball de 1974 à 1993 puis la FIBA Afrique de 1993 à 1998. Il est vice-président de la Fédération internationale de basket-ball amateur (FIBA) de 1994 à 1998, puis président de la FIBA de 1998 à 2002 et enfin président du Comité national olympique et sportif sénégalais de 2002 à 2006. En 2010, il est nommé au FIBA Hall of Fame.